# Mario Merlino
Mario Michele Merlino (Roma, 2 giugno 1944) è un attivista, scrittore, traduttore e insegnante italiano; dopo avere militato in Avanguardia Nazionale, fu tra i fondatori del Circolo anarchico 22 marzo. Indagato per i fatti collegati alla strage di piazza Fontana, fu poi assolto.

## Biografia

### La militanza in Avanguardia Nazionale

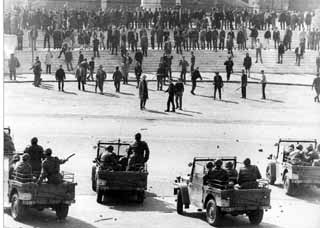
Gli studenti fronteggiano le forze di polizia durante la battaglia di Valle Giulia, nella prima fila anche militanti di Avanguardia Nazionale tra cui Stefano Delle Chiaie, Mario Merlino e Adriano Tilgher.

Di origine romagnola, nel 1962 s'iscrisse al Movimento Sociale Italiano militando nella storica sezione di Colle Oppio, ma uscendone nel 1965, quando nel corso del VIII Congresso a Pescara del MSI Arturo Michelini e Giorgio Almirante votarono una mozione unitaria e Michelini con l'appoggio degli almirantiani fu riconfermato segretario. Deluso dell'accordo tra i due leader del partito Merlino lasciò il MSI e nello stesso anno partecipò al convegno dell'hotel Parco dei Principi sulla guerra rivoluzionaria.
Aderì al Centro Studi Ordine Nuovo di Pino Rauti per poi uscirne aderendo ad Avanguardia Nazionale di Stefano Delle Chiaie nel 1965, mentre il 1º marzo 1968 prese parte alla battaglia di Valle Giulia. Il 16 aprile si recò in viaggio in Grecia insieme ad altri militanti di Avanguardia Nazionale e del FUAN-Caravella in occasione dell'anniversario della presa del potere di colonnelli. Merlino fu deluso anche dalla disorganizzazione riscontrata in questo viaggio. In linea con il "Maggio francese" alcuni militanti di Avanguardia Nazionale, inalberando una bandiera nera con la scritta "22 marzo", pochi giorni dopo il rientro dalla Grecia, organizzarono una manifestazione presso l'ambasciata francese. Nello stesso periodo Merlino iniziò a frequentare anche un gruppo cattolico coordinato da don Mario Vanini per poi virare decisamente verso il mondo anarchico, ma senza mai rinnegare l'amicizia con Delle Chiaie e la militanza nella destra.

### La fondazione e la fine del Circolo anarchico "22 marzo"
Si avvicinò al movimento anarchico frequentando inizialmente il circolo "Bakunin" a Roma dove c'era anche Pietro Valpreda giunto poco tempo prima da Milano. A seguito della scissione degli elementi più estremisti, tra cui Valpreda, aderì dall'ottobre 1969 al Circolo anarchico 22 marzo di cui fu tra i fondatori. Al "22 marzo" aderirono anche Olivo Della Savia e Andrea Polito (Polito era in realtà l'agente infiltrato Salvatore Ippolito). Alcune fonti indicano lo stesso Merlino come infiltrato di Avanguardia Nazionale. Alle riunioni prendevano parte anche Angelo Casile, Giovanni Aricò e Annelise Borth.
Stando a verbali e indagini dell'epoca, nonostante la fondazione del "Circolo anarchico 22 marzo", Merlino sarebbe rimasto sempre legato al mondo neo-fascista ma avrebbe cercato di coniugare le spinte rivoluzionarie della destra radicale e quelle degli anarchici. Del resto, in quegli stessi anni si assiste al nascere della cosiddetta militanza "nazi-maoista" che coniugava estrema destra e comunismo extraparlamentare in un'unica visione rivoluzionaria. 
Secondo la stampa militante dell'estrema sinistra extraparlamentare di quegli anni, Merlino avrebbe provocato disordini lanciando, durante le manifestazioni, molotov e bulloni verso gli schieramenti di polizia, ottenendo, quale effetto finale, sia i disordini sia il discredito della sinistra. Comunque sia, il Circolo restò attivo per un tempo limitato perché praticamente si sciolse dopo l'arresto dei suoi principali membri sospettati dell'attentato su piazza Fontana (accuse poi cadute a seguito delle assoluzioni nei processi).

### Le accuse per piazza Fontana
L'11 dicembre, il giorno prima della strage di piazza Fontana, l'agente Ippolito segnalò alla polizia la partenza sospetta di Valpreda per Milano. Il 16 dicembre Merlino fu arrestato insieme ad altri cinque militanti del Circolo anarchico 22 marzo Emilio Borghese, Emilio Bagnoli, Roberto Gargamelli e Roberto Mander. Merlino in questura fu lasciato da solo in compagnia dell'informatore di polizia Stefano Serpieri, legato in passato all'estrema destra, il quale aveva preso parte al viaggio in Grecia e che tentò di carpirgli qualche confidenza. A costui Merlino rivelò che quando scoppiarono le bombe a Roma si trovava in compagnia di Delle Chiaie, ma che non l'avrebbe rivelato per non coinvolgerlo a meno che non avesse avuto bisogno di un alibi. Il 19 dicembre 1969 ai carabinieri Delle Chiaie confermò l'alibi di Merlino..
Delle Chiaie fu chiamato a testimoniare sull'attività di Merlino al Circolo 22 marzo. Il 25 luglio 1970 si presentò al Palazzo di Giustizia, ma poi se ne allontanò. Secondo quanto poi raccontato dallo stesso Delle Chiaie avrebbe ricevuto una soffiata circa l'intenzione di incastrarlo, pertanto espatriò in Spagna Il 23 febbraio 1972 si aprì il processo a Roma che vide imputato sia Valpreda sia Merlino. Pochi giorni dopo gli atti furono trasferiti a Milano il 6 marzo e assegnati al giudice Gerardo D'Ambrosio. Intanto gli imputati furono tutti rimessi in libertà il 29 dicembre 1972.

#### L'appunto del SID
Nel corso del processo, nel giugno 1973, affiorò un anonimo appunto informativo redatto dal Servizio informazioni difesa (SID) datato 17 dicembre 1969 che accusò Merlino di essere l'autore dei falliti attentati di Roma, contestando quindi l'alibi confermato da Delle Chiaie e indicando quest'ultimo come il mandante. Il documento del SID fu considerato inattendibile e già all'epoca definito come una "fisarmonica". L'estensore del documento non fu individuato subito con certezza. Si suppose che l'autore dell'appunto fosse Stefano Serpieri (informatore della polizia) e che Gaetano Tanzilli (maresciallo del SID), ricevuto il documento, lo avesse inoltrato ai superiori. Entrambi furono condannati: Serpieri per falsa testimonianza e Tanzilli "per aver negato di aver appreso dal suo confidente Stefano Serpieri tutte le notizie contenute nell'appunto".
In seguito il solo Tanzilli fu assolto nel 1985 e ammise di aver effettivamente ricevuto l'appunto da Serpieri ma che questo era molto più breve rispetto a quello comparso nel processo, al massimo cinque o sei righe. Secondo Delle Chiaie che era l'obiettivo dell'appunto rivelatosi ampiamente falsato e che insieme a Merlino fu assolto con formula piena dall'accusa di stragismo in un memoriale del 1985 sostenne che: "Alla fine del giugno 1973 si costruisce un secondo rapporto del SID del 17 dicembre 1969 e lo si fa pervenire al giudice D'Ambrosio...Si costruisce un collage trascurando perfino l'esatta ubicazione politica di ciascuna delle persone citate. Una serie di notizie ricevute disorganicamente vengono rispolverate per dar vita all'informazione che deve proteggere Giannettini".

#### Il processo a Catanzaro e l'assoluzione
Il 13 ottobre il processo fu spostato a Catanzaro per motivi di ordine pubblico. Il 23 febbraio 1979 la Corte di Assise di Catanzaro lo condanna a quattro anni di reclusione per associazione sovversiva nell'ambito del processo per la strage di piazza Fontana; la condanna per associazione sovversiva è confermata al processo di secondo grado (1981). In seguito alla riapertura del processo per l'annullamento della sentenza di Catanzaro da parte della Cassazione, viene assolto dalla Corte d'assise d'appello di Bari per insufficienza di prove (1985) e infine assolto anche nel gennaio 1987 dalla Cassazione.

### Dagli anni 1990 ad oggi
È stato insegnante di storia e filosofia presso il liceo scientifico “Francesco d'Assisi” del quartiere Centocelle a Roma; ha inoltre curato la conoscenza della storia recente con corsi scolastici, saggi e articoli, conferenze e rappresentazioni teatrali in collaborazione con l'associazione culturale Raido e la casa editrice Settimo Sigillo. Tra le sue opere, si ricordano la cura della ristampa dei Poemi di Fresnes di Robert Brasillach, e l'autobiografico E venne Valle Giulia.
Nel libro Ritratti in piedi ha raccontato un'antologia di tipi umani e figure delle vicende che lo hanno coinvolto sia sul piano personale che su quello generazionale. Le sue pubblicazioni e rappresentazioni teatrali hanno riguardato la figura di Yukio Mishima. Con Rodolfo Sideri ha scritto Inquieto novecento e Strade d'Europa, un viaggio tra immaginari e percorsi vissuti sull'europeismo e i suoi miti esistenziali.
Negli anni '90 presenta le proprie pubblicazioni sponsorizzato e accolto dai circoli del Fronte Nazionale, di Forza Nuova, ma anche di Alleanza Nazionale.
Ha allestito lo spettacolo La rosa fra i denti, antologia di brani recitati e accompagnati dal pianoforte in omaggio alla Xª Flottiglia MAS, e Rapsodia in nero, letture e musica dall'armistizio di Cassibile alla morte di Benito Mussolini.

### Opere di Merlino
- Mario Merlino, Ritratti in piedi, Settimo Sigillo-Europa Libreria Editrice, 2001.
- Rodolfo Sideri, Mario Merlino, Inquieto Novecento, Edizioni Settimo Sigillo, Roma 2002.
- Mario Merlino, Strade d'Europa, Edizioni Settimo Sigillo.
- Mario Merlino, E venne Valle Giulia, Edizioni Settimo Sigillo.

### Traduzioni a cura di Merlino
- Robert Brasillach, I Poemi di Fresnes, Edizioni Settimo Sigillo 1988 (traduz. italiana di Mario M. Merlino).